# 古今伝授の太刀
古今伝授の太刀（こきんでんじゅのたち）は、鎌倉時代初期に作られたとされる日本刀（太刀）である。日本の国宝に指定されており、東京都文京区の永青文庫所蔵。安土桃山時代、細川幽斎から烏丸光広へ古今伝授がなされた際に、幽斎より光広に贈られたため、この名で呼ばれるようになった。また、刀工名を付して古今伝授行平とも呼ばれる。

## 概要
平安時代末期から鎌倉時代初期にかけて豊後国で活躍した刀工・行平（ゆきひら）によって作られた太刀である。行平は湾刀（反りのある刀）に刀身彫刻を行った刀工としては最も古い人物とされており、刀の腰元には複雑な彫り物を施し、佩裏に銘を刻むのが特徴である。 　
1600年（慶長5年）の関ヶ原の戦いの前に、東軍に与した細川幽斎が籠城する田辺城を西軍が攻めた田辺城の戦いが起きた。当時、幽斎は古今伝授において唯一の継承者であり、幽斎が死ぬことは古今伝授が断絶することを意味した。これを恐れた八条宮智仁親王は幽斎に田辺城を開城するように求めていた。しかし、幽斎はこれを謝絶し、見かねた後陽成天皇（八条宮智仁親王の実兄）は三条西実条、中院通勝、烏丸光広の3名を勅使として派遣し講和を命じた。これにより関ヶ原の戦いの2日前に講和が成立し、幽斎は講和の礼として光広に古今伝授を行った際にこの太刀を贈ったと伝えられる。
その後は江戸時代を通して烏丸家に伝来したが、1894年（明治27年）に侯爵中山孝麿に渡った。その後、1929年（昭和4年）に中山家からこの刀が競売に出された。その際に落札した人物から、本間順治を介して細川家16代当主であり幽斎の子孫にあたる侯爵細川護立が買い取ったことにより再び細川家の所有となった。1934年（昭和9年）に当時の国宝保存法に基づく旧国宝に指定され、1951年（昭和26年）6月9日に文化財保護法に基づく国宝（新国宝）に指定されている。指定名称は「太刀 銘豊後国行平作」で、拵は「革包太刀拵」として国宝の附（つけたり）指定となっている。細川家に伝来する文化財を保存する永青文庫が所有・保管している。

## 作風

### 刀身
造り込みは鎬造、庵棟（いおりむね）。腰反り高く小切先となる。彫物は表裏に棒樋（ぼうひ）を掻き流し、表は樋中に梵字と倶利伽羅、裏は樋中に梵字と神像を表す。地鉄は小板目肌がよく約（つ）み、ねっとりとする。刃文は小乱（こみだれ）主調に総体にうるみ、砂流し（すながし）掛かり、区上（まちうえ）で大きく焼き落とす。帽子は焼詰めごころに掃き掛ける。
茎（なかご）は生ぶで雉子股（きじもも）形となり、茎尻は栗尻、鑢目（やすりめ）は筋違。目釘孔は2（うち1埋める）。佩裏（はきうら）に「豊後国行平作」の六字銘を切る。

### 外装
附属の革包太刀拵（かわつつみたちごしらえ）は、丸みを帯びた鞘の形などから室町時代に制作されたものと考えられる。